# Проктор, Джо
Джо́зеф Э́двард Про́ктор (англ. Joseph Edward Proctor; 10 августа 1985, Куинси) — американский боец смешанного стиля, представитель лёгкой и полусредней весовых категорий. Выступает на профессиональном уровне начиная с 2008 года, известен прежде всего по участию в турнирах бойцовской организации UFC. Участник пятнадцатого сезона бойцовского реалити-шоу The Ultimate Fighter. Бывший чемпион организаций AFO и Reality Fighting.

## Биография
Джо Проктор родился 10 августа 1985 года в городе Куинси, штат Массачусетс, детство провёл в Пемброке. После окончания школы учился в Университете Массачусетс Дартмут, работал на стройке. По совету друга начал осваивать технику джиу-джитсу, затем проходил подготовку в бойцовской команде Lauzon MMA в Бриджуотер под руководством известного мастера болевых и удушающих приёмов Джо Лозона.

### Начало профессиональной карьеры
Дебютировал в смешанных единоборствах на профессиональном уровне в августе 2008 года, выиграв у своего соперника по очкам раздельным решением судей. В течение трёх последующих лет одержал семь побед и потерпел только одно поражение, был чемпионом по версиям таких небольших американских организаций как AFO и Reality Fighting, где в числе прочего выиграл единогласным решением судей у достаточно сильного соотечественника, действующего чемпиона Мэтта Бессетта.

### The Ultimate Fighter
В 2012 году Проктор стал одним из 32 участников пятнадцатого сезона популярного бойцовского реалити-шоу The Ultimate Fighter. На предварительном отборочном этапе с помощью «гильотины» заставил сдаться Джордана Ринальди и был выбран под четвёртым номером в команду наставника Юрайи Фейбера. В следующем поединке удушающим приёмом сзади выиграл у Криса Тикла, тогда как на стадии четвертьфиналов единогласным судейским решением уступил Джеймсу Вику и выбыл из турнирной сетки.

### Ultimate Fighting Championship
По итогам реалити-шоу Джо Проктор подписал контракт с крупнейшей бойцовской организацией мира Ultimate Fighting Championship и дебютировал здесь с победы нокаутом над партнёром по TUF Джереми Ларсеном. Затем, однако, последовало поражение единогласным решением от Рамзи Ниджема.
В 2014 году Проктор провёл в UFC три боя, выиграл у Кристиану Марселу и Джастина Саласа, но проиграл Янси Медейросу. В 2015 году отметился победой над соотечественником Джастином Эдвардсом и поражением от россиянина Магомеда Мустафаева.
Из-за травмы довольно долго не выходил в клетку UFC. Его возвращение в итоге состоялось в апреле 2017 года, когда он встретился с Брайаном Барбереной и проиграл ему техническим нокаутом уже в начале первого раунда.

## Статистика в профессиональном ММА
| Боёв 16  | Побед 11 | Поражений 5 |
| -------- | -------- | ----------- |
| Нокаутом | 2        | 3           |
| Сдачей   | 5        | 1           |
| Решением | 4        | 1           |

| Результат | Рекорд | Соперник          | Способ                        | Турнир                                 | Дата            | Раунд | Время | Место                    | Примечание                                 |
| --------- | ------ | ----------------- | ----------------------------- | -------------------------------------- | --------------- | ----- | ----- | ------------------------ | ------------------------------------------ |
| Поражение | 11-5   | Брайан Барберена  | TKO (колени и руки)           | UFC Fight Night: Swanson vs. Lobov     | 22 апреля 2017  | 1     | 1:34  | Нашвилл, США             |                                            |
| Поражение | 11-4   | Магомед Мустафаев | TKO (колени и руки)           | UFC 194                                | 12 декабря 2015 | 1     | 1:54  | Лас-Вегас, США           |                                            |
| Победа    | 11-3   | Джастин Эдвардс   | Техническая сдача (гильотина) | UFC Fight Night: Boetsch vs. Henderson | 6 июня 2015     | 3     | 4:58  | Новый Орлеан, США        |                                            |
| Поражение | 10-3   | Янси Медейрос     | Сдача (гильотина)             | The Ultimate Fighter 20 Finale         | 12 декабря 2014 | 1     | 4:37  | Лас-Вегас, США           |                                            |
| Победа    | 10-2   | Джастин Салас     | TKO (удары руками)            | UFC Fight Night: Cerrone vs. Miller    | 16 июля 2014    | 2     | 3:27  | Атлантик-Сити, США       |                                            |
| Победа    | 9-2    | Кристиану Марселу | Единогласное решение          | UFC Fight Night: Machida vs. Mousasi   | 15 февраля 2014 | 3     | 5:00  | Жарагуа-ду-Сул, Бразилия |                                            |
| Поражение | 8-2    | Рамзи Ниджем      | Единогласное решение          | UFC on Fox: Henderson vs. Diaz         | 8 декабря 2012  | 3     | 5:00  | Сиэтл, США               |                                            |
| Победа    | 8-1    | Джереми Ларсен    | KO (удары)                    | The Ultimate Fighter: Live Finale      | 1 июня 2012     | 1     | 1:49  | Лас-Вегас, США           |                                            |
| Победа    | 7-1    | Мэтт Бессетт      | Единогласное решение          | Reality Fighting: Gonzaga vs. Porter   | 8 октября 2011  | 5     | 5:00  | Анкасвилл, США           | Выиграл титул чемпиона RF в лёгком весе.   |
| Победа    | 6-1    | Оз Паризье        | Единогласное решение          | Reality Fighting: Mohegan Sun          | 21 мая 2011     | 3     | 5:00  | Анкасвилл, США           |                                            |
| Победа    | 5-1    | Эрик Фама         | Сдача (гильотина)             | Reality Fighting: Mohegan Sun          | 26 февраля 2011 | 2     | 3:22  | Анкасвилл, США           |                                            |
| Поражение | 4-1    | Луис Феликс       | TKO (удары руками)            | AFO: Thanksgiving Massacre 3           | 24 ноября 2010  | 2     | 2:24  | Мансфилд, США            | Лишился титула чемпиона AFO в лёгком весе. |
| Победа    | 4-0    | Нельсон Гейпо     | Сдача (гильотина)             | AFO: Summer Brawl                      | 25 июня 2010    | 1     | 1:14  | Мансфилд, США            | Выиграл титул чемпиона AFO в лёгком весе.  |
| Победа    | 3-0    | Мэтт Касио        | Сдача (рычаг локтя)           | AFO: Night of Champions 2              | 24 апреля 2010  | 3     | 5:00  | Плимут, США              |                                            |
| Победа    | 2-0    | Уилл Сивер        | Сдача (удушение сзади)        | FFP: Untamed 30                        | 19 февраля 2010 | 1     | 1:33  | Уэстпорт, США            |                                            |
| Победа    | 1-0    | Джо Дечавес       | Раздельное решение            | Reality Fighting: Ferocity             | 16 августа 2008 | 3     | 4:00  | Плимут, США              |                                            |